# Kleine Isar (München)

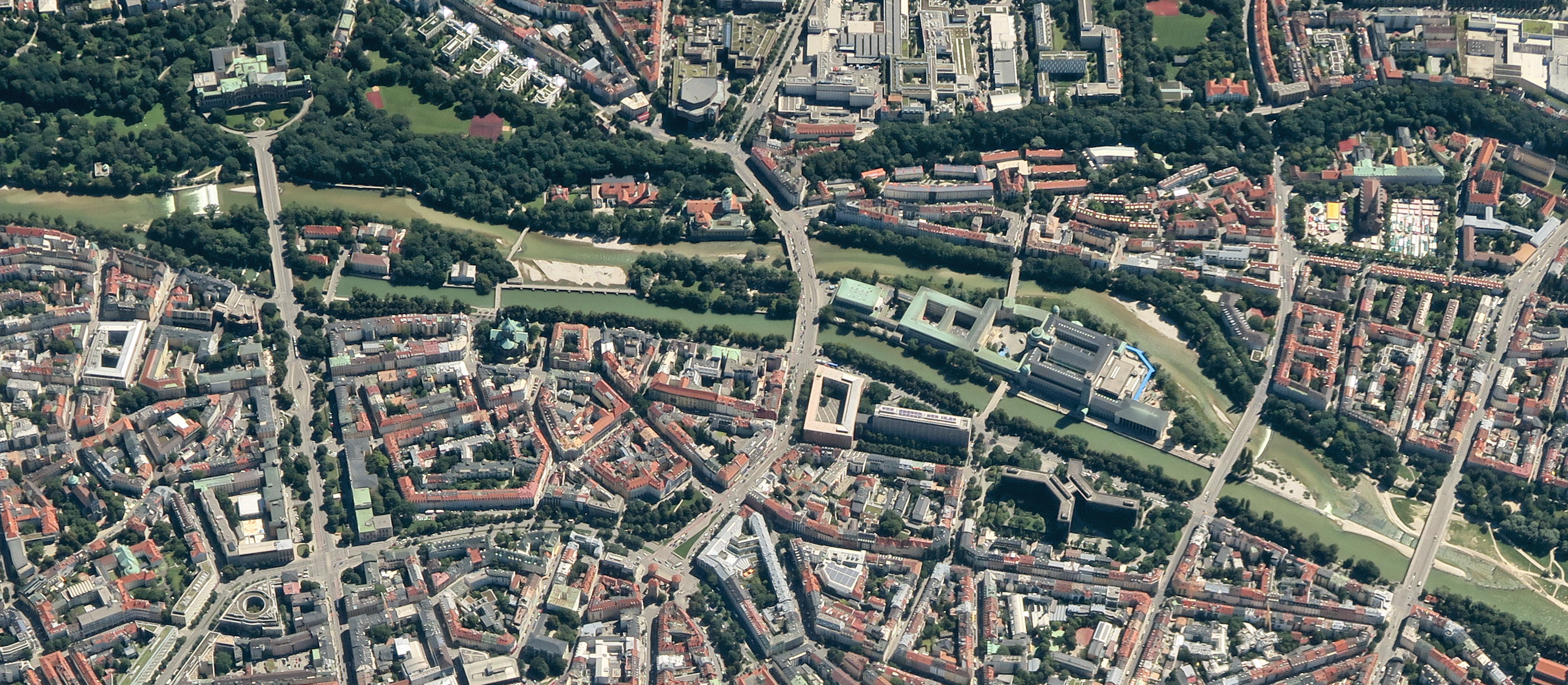
Luftbild mit Blickrichtung Osten von Kleiner Isar (oben) und Großer Isar (unten)

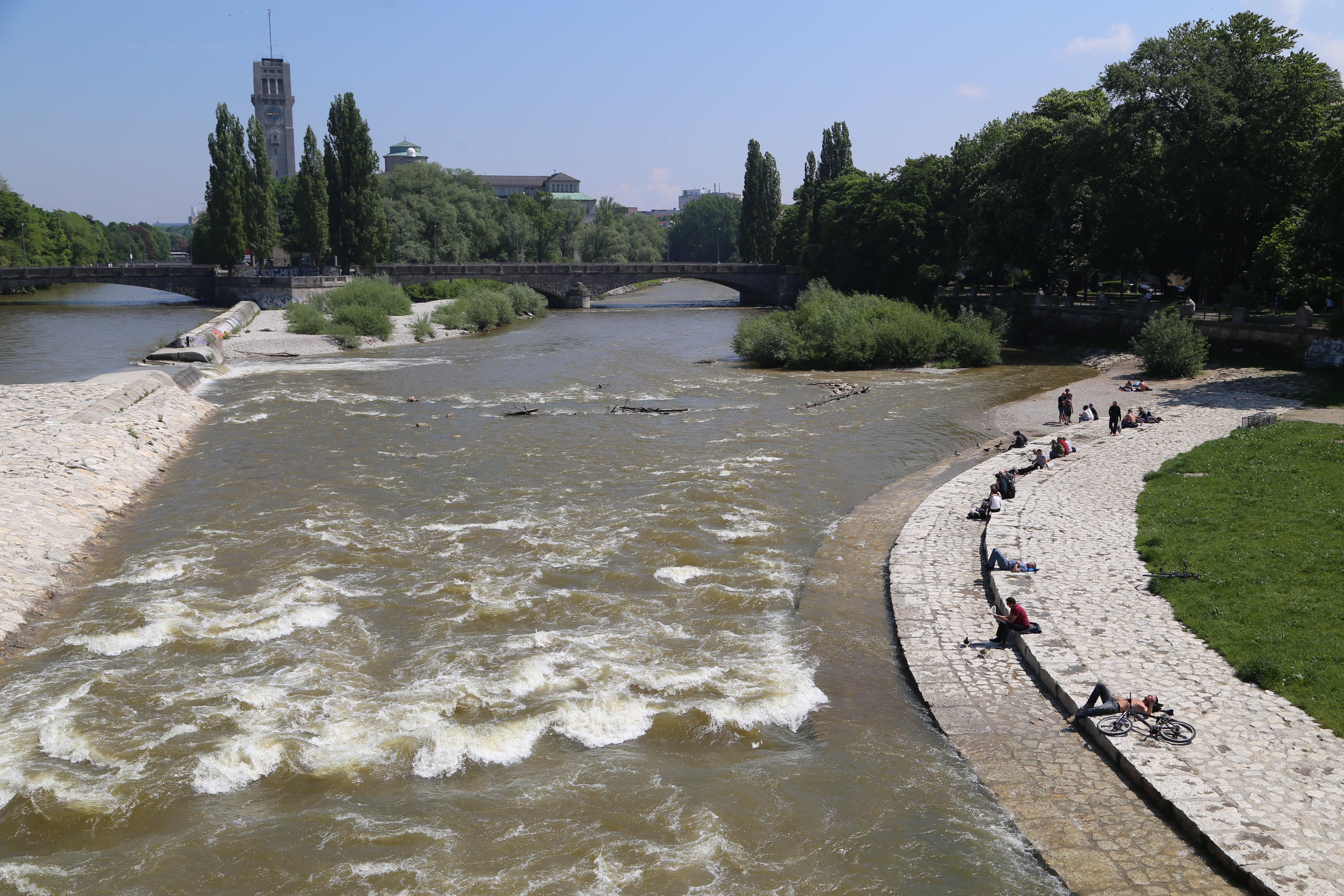
Kurz nach der Ableitung: Blick von der Reichenbachbrücke auf die Museumsinsel mit Corneliusbrücke

Die Kleine Isar ist ein Seitenarm des Flusses Isar in München. Sie wird südlich der Museumsinsel aus der Großen Isar abgeleitet und fließt zwischen dem östlichen Isarufer bzw. der Kalkofeninsel und der Museumsinsel, dem Wehrsteg und der Praterinsel. An der Nordspitze der Praterinsel, die hier auch Schwindinsel heißt, vereinigt sie sich wieder mit der Großen Isar. Kurz vor dem Zusammenfluss befindet sich auf Höhe der Schwindinsel das Wehr VIII. Es stammt von 1873 und wurde 2009 erneuert. Überquert wird die Kleine Isar von der Corneliusbrücke, der Zenneckbrücke, der äußeren Ludwigsbrücke, dem Kabelsteg und der äußeren Maximiliansbrücke.

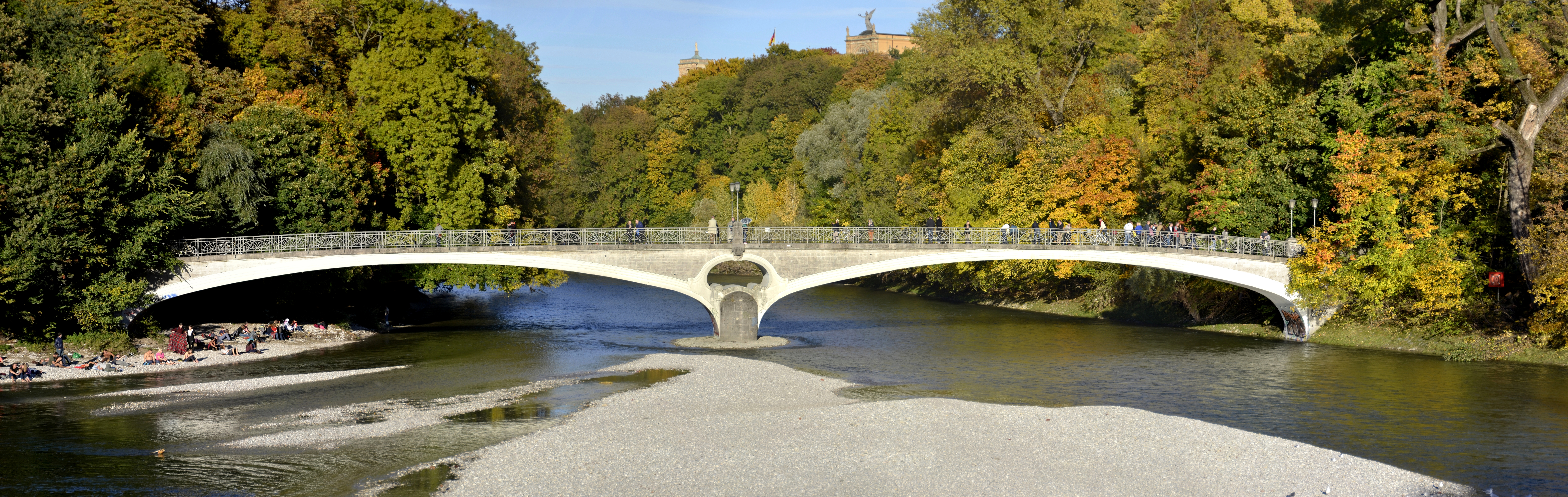
Kabelsteg
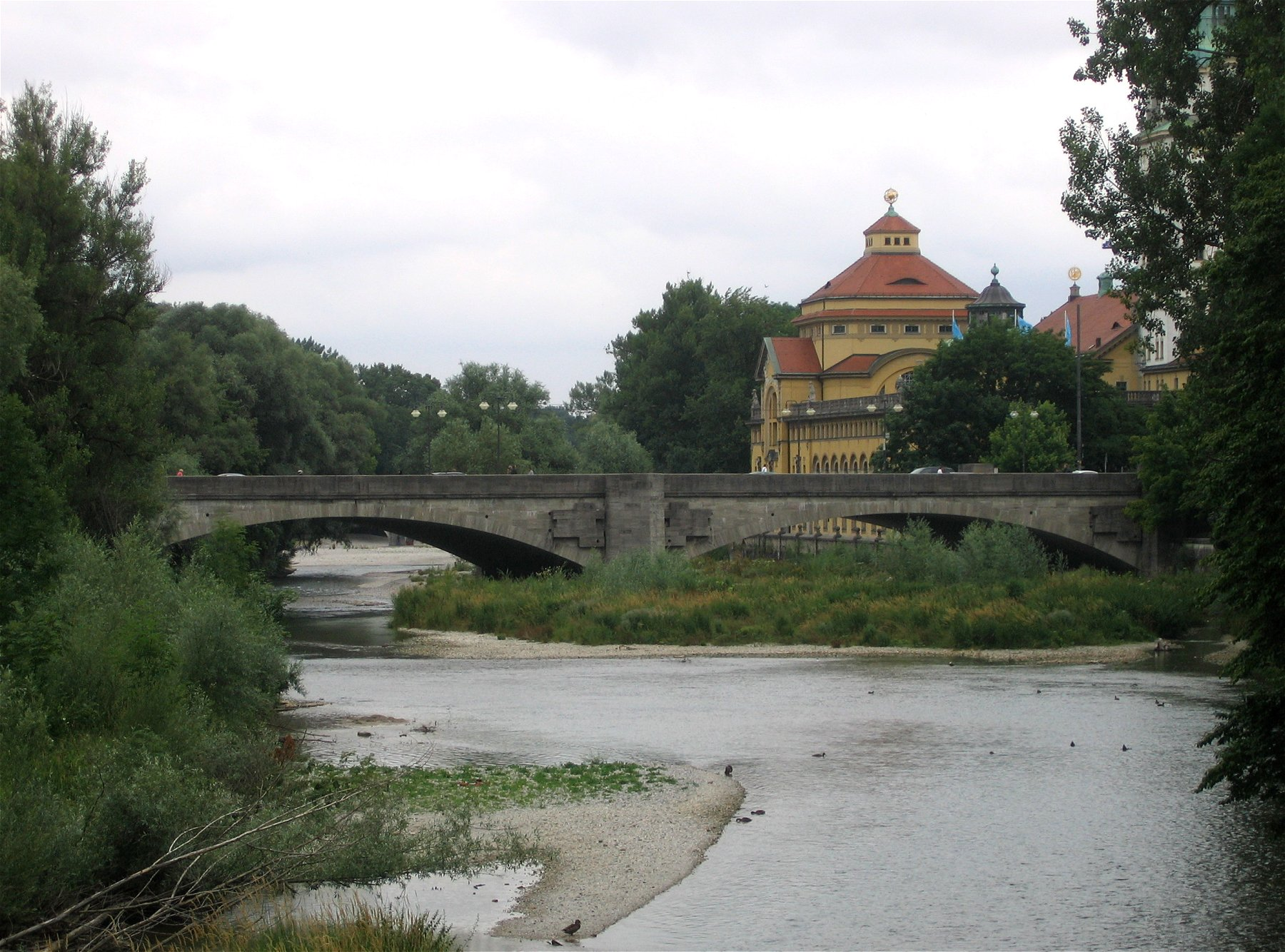
Äußere Ludwigsbrücke
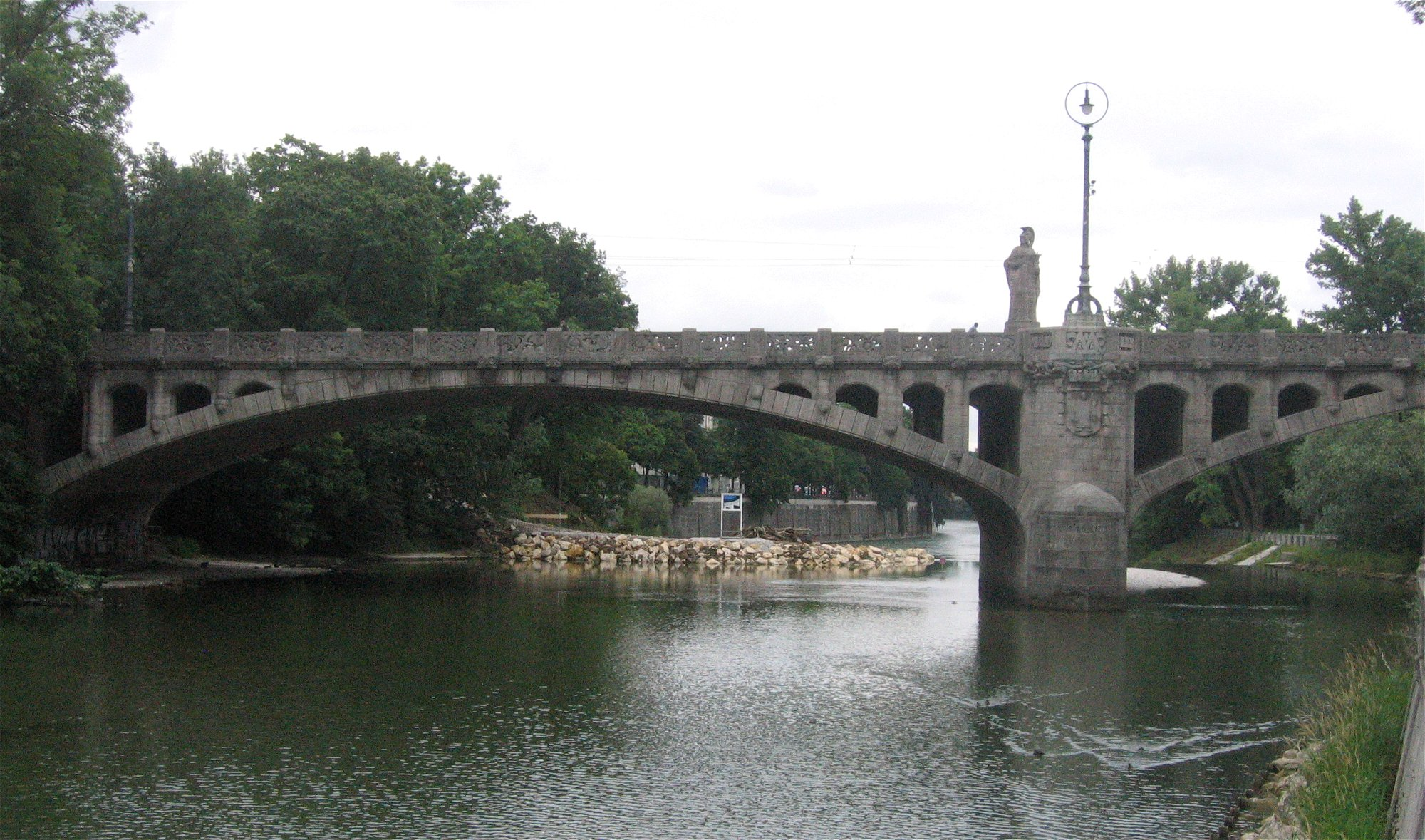
Äußere Maximiliansbrücke
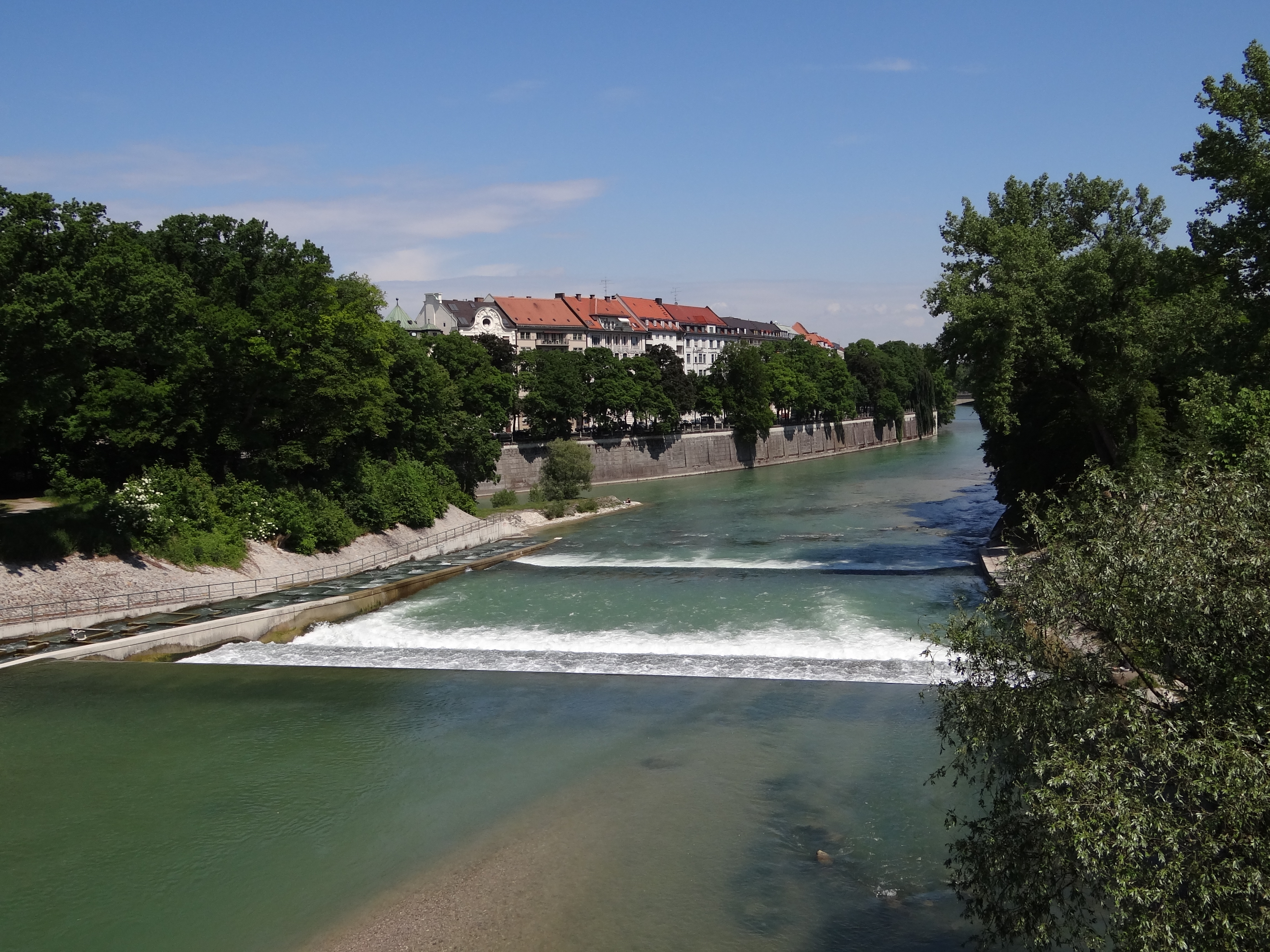
Kurz vor dem Zusammenfluss: Das Wehr VIII bei der Maximiliansbrücke